# Réserve naturelle de Mulåsen
La réserve naturelle de Mulåsen  est une réserve naturelle norvégienne qui est située dans le municipalité de Holmestrand, dans le comté de Vestfold.

## Description
La réserve naturelle de 0,207 km2 a été créée en 2006. Elle est située à 1,5 km au sud-est de Holmestrand, sur un promontoire escarpé s'avançant dans l'Oslofjord.
C'est une forêt tempérée décidue aimant la chaleur avec une flore et une faune variées, et plusieurs espèces de lichens et d'insectes rares et menacées au niveau national. Le point culminant de la réserve naturelle de Mulåsen se situe à 94 m au-dessus du niveau de la mer. Les parties supérieures de la colline sont couvertes de forêts de conifères, tandis que les parties les plus escarpées les plus proches de la mer présentent des éléments de forêt de feuillus partiellement intacts.
Plusieurs espèces rares et menacées vivent dans la réserve naturelle, et un rapace rare vit également à Mulåsen. L'if commun pousse de façon dispersée dans la région. Il y a un tumulus indiqué dans la réserve. Près du tumulus, un rond de sorcières avec de la trompette de la mort a été trouvé. Il est formé par le mycélium souterrain du champignon poussant vers l'extérieur en cercles et mourant de l'intérieur.
Pendant la Seconde Guerre mondiale, la pente raide vers Mulvika était une cachette pour les navires de guerre allemands. Ici, les navires de guerre étaient presque inaccessibles aux bombardiers alliés.